# Angelo Kelly
Angelo Kelly, de nombre completo Angelo Gabriele Kelly es un cantante, compositor, baterista y productor exmiembro de la exitosa banda The Kelly Family. Nació el 23 de diciembre de 1981 en Pamplona, España.

## Biografía
Nació en Pamplona  como el menor de doce hermanos, poco antes de que su madre, Barbara Ann Suokko, muriera de cáncer de mama en noviembre de 1982.
Angelo se trasladó junto con su familia a Francia en 1983. Allí, a los dos años de edad, comenzó a cantar con ellos en el escenario.
Durante los viajes que la familia realizaba por Europa, Angelo fue educado por su padre, Daniel Jerome Kelly, el cual era profesor de matemáticas, latín y filosofía. Angelo también aprendió a tocar la guitarra y la batería gracias a numerosos profesores durante sus viajes. A la edad de seis años ya componía sus propias canciones.
Angelo contrajo matrimonio con su mujer, Kira Harms, en enero de 2002 mediante matrimonio civil y el 30 de abril de 2005 en una ceremonia religiosa. Con ella ha tenido cuatro hijos; Gabriel Jerome Kelly (3 de julio de 2001), Helen Josephine Kelly (5 de nov 2002), Enma María Kelly (6 de marzo de 2006) y Joseph Ewan Gregory Walter Kelly (23 de noviembre de 2010).

## Carrera musical
The Kelly Family
Durante los siguientes años la familia estuvo tocando por las calles en ciudades europeas. 
En 1993 vendieron 300.000 grabaciones en sus conciertos. En 1994 realizaron su álbum "Over the Hump" del cual se vendieron 3 millones de copias en Alemania y más de 4 millones de copias en Europa. Hasta ahora, este es el álbum más exitoso realizado en Alemania.
El grupo familiar cambió las calles por grandes salas y estadios. Con un total de 20 millones de discos vendidos The Kelly Family se convirtió en una de las bandas más exitosas de Europa. Emprendieron entonces una gira por Europa y continuaron realizando grabaciones, las cuales fueron coproducidas por Angelo.
En 1995 realizaron un concierto en Viena para 250.000 personas. Ese mismo año consiguieron llenar el Westfalenhalle en Dortmund nueve veces, algo que nadie más ha conseguido. 
En 1996 el sencillo "I can't help myself" del álbum «Almost Heaven», la cual él mismo escribió y produjo, se convirtió en número uno en 10 países.
Su éxito continuó hasta que empezaron a tener desacuerdos profesionales a principios del año 2002. En 2002, después de una larga enfermedad, su padre Daniel Jerome Kelly muere a la edad de 71 años.
Sus seguidores pidieron su vuelta en Alemania en 2007.
Carrera en solitario
En 2006 Angelo lanza su propio sello discográfico TEN4ONE Records, realizando su primer álbum en solitario "I'm Ready" y viaja con su banda por toda Europa. 
Dado el éxito de su primer álbum, Angelo continúa realizando nuevos álbumes "I'm Ready" en 2006, "Rejoice and be glad" en 2007 (En este disco, Angelo dedica una canción a su padre), "Lost Sons" en 2008. 
También en 2008, Angelo lanza un recopilatorio de estos tres discos llamado "Up Close Live".
El 14 de enero de 2009 graba un nuevo CD en el concierto que dio en la "Sala Caracol", en Madrid titulado "Live in Madrid"
Un nuevo recopilatorio, "The traveller" es sacado al mercado el 3 de septiembre del 2009 en el que se encuentran varias canciones de The Kelly Family como "Brother Brother" o "I Can't Help Myself". Con este disco realiza una gira por toda Europa, incluyendo España, donde dio un concierto el 7 de noviembre de 2009 en el TAF rockschool.
El 29 de octubre de 2009 lanzó su último trabajo, hasta ahora, "The traveller, live in Warsaw" el cual, grabó en un concierto en la ciudad de Varsovia, Polonia. En este álbum, Angelo, además de sus canciones, añade canciones versionadas de otros artistas como Don McLean, Paul McCartney o Bruce Springsteen.
En 2009, Angelo anunciaba en su página web que se retiraba durante un tiempo para estar con su familia. Recientemente ha afirmado que volverá a los escenarios el próximo año con "OFF ROAD" tour 2012. Actuará en varias ciudades alemanas como Colonia, donde ya se han agotado las entradas. También actuará en Apeldoorn (Holanda), Praga (República Checa), Varsovia (Polonia)y en Kolding (Dinamarca).
El 15 de marzo de 2012, Angelo saca el mercado su nuevo trabajo compuesto por un nuevo disco CD "OFF ROAD" y un DVD con el mismo nombre en el que, además del videoclip de su nuevo sencillo "Slow down", incluye un documental sobre los viajes realizados desde que empezara su descanso en 2009 junto a su familia, escenas inéditas, entrevistas y otros.

## Discografía
- I'm Ready (2006)
- Rejoice and be glad (2007)
- Lost Sons (2008)
- Up Close Live (2008)
- Live in Madrid (2009)
- The traveller (2009)
- The traveller, live in Warsaw (2009)
- Off road (2012)

Singles
- 2006 - "Finally One"
- 2007 - "Let me dream"
- 2008 - "Smile for the picture"
- 2012 - "Slow Down"

## Curiosidades
- Angelo, que ha llevado siempre una larga melena, se cortó el pelo en 2010.
- El bisabuelo de Angelo, Sean O'Kelley, era un violinista irlandés que emigró a EE. UU. y que cambió su apellido por el de "Kelly", que sonaba más americano.
- Barbara Ann Suoko, la madre de Angelo era la segunda esposa de su padre y la madre de siete de sus hermanos (John, Patricia, Jimmy, Joey, Barby, Paddy y Maite).
- Angelo y su familia vivían y se desplazaban por Europa en un double-decker bus.
- En un concierto en Warnemünde (Alemania), en 1991 conoció a su futura mujer Kira Harms, también cantante.
- Aunque nació en Pamplona y sabe varios idiomas (inglés, alemán, holandés), entre ellos no están ni el castellano ni el vasco.
- En 1988 la familia compró un barco "Sean O'Kelley", donde vivieron durante un tiempo.
- Kira, su mujer, es tres años mayor que él.
- Cuando Angelo y Kira se casaron (matrimonio civil), ya tenían a su primer hijo.
- El grupo favorito de Angelo es Pearl Jam.

## Citas
- "Hice una entrevista en la que el periodista me preguntó: "¿A quién iba dirigida la canción "I can't help myself"?" y dije: "La escribí para una chica". Pero en el periódico escribieron: "La escribí para mi padre" ¿¡Para mi padre!? ¿Abrázame, quiéreme, no me digas adiós? ¿¡PARA MI PADRE!? Idiota..." - de una entrevista.
- "Lo siento, pero, de hecho, no sé cuando son los cumpleaños de mis hermanos" - de un concierto en Dinamarca en 2005.
- "Escribí esta canción cuando tenía trece años porque era lo que sentía y todavía lo siento, por eso sigo cantándola, me encanta" - Referente a la canción "I can't help myself".
- "Pienso que no importa si tienes 20 fans o 200.000. Muchos fans no van a hacer que tu grupo sea mejor. Un grupo tiene que tener sus propias razones y motivaciones para ser un buen grupo" - del DVD "COVER THE ROAD".
- "Nosotros no somos la mejor banda del mundo pero con amor y respeto podemos hacer algo especial" - de una entrevista.
- "Si mi mujer escucha a Justin Timberlake en la radio y mis hijos se ponen a bailar- creo que mi vida se acabaría en ese momento" - de una entrevista.
- Paddy: "Yo vendo música, no sexo", Angelo: "Obviamente, eso no te saldría bien" - de un programa de TV.
- Una fan: ¡Angelo eres hermoso!, Angelo: ¡Estás ciega! - En un concierto en Madrid en 2008.
- "Me llamo Angelo Kelly y tengo 16... oh no, perdón, tengo 17 años. Olvidé que cumplí los 17 ayer." - de un programa de TV.
- "Pocas horas antes de un concierto; Angelo anduvo por la larga cola de fans y preguntó "¿Algún sitio especial donde ir hoy?" - antes de un concierto en Alemania, 2012.
- Paddy: "Angelo, no veo lo que tu ves", Angelo: "No, porque tu no llevas gafas".